# ملاولی
ملاولی (به لاتین: Mollavəli) یک منطقهٔ مسکونی در جمهوری آرتساخ است که در استان هادروت واقع شده‌است.